# 고부관아터
고부관아터(古阜官衙址)는 대한민국 전북특별자치도 정읍시 고부면 교동에 있는 조선시대의 관아터이다. 2005년 6월 3일 전라북도의 기념물 제122호로 지정되었다.

## 개요
영조 41년(1765년) 성황산에서 이곳으로 옮겨와 1914년 부군제 실시에 따라 정읍군에 편입될때까지 고부관아가 있었던 곳으로 동학농민혁명의 발단이 되었던 1894년 2월 15일(음력 1월 10일) 고부봉기때 전봉준을 중심으로 한 농민군이 점령하여 탐관오리를 몰아냈던 역사적 현장이다.
고부관아는 고부초등학교가 들어서면서 관아건물은 전부 철거되고 현재에 이르고 있으며, 이는 전통문화유산과 동학농민혁명의 역사적 사실을 왜곡하고 말살하려는 일제의 만행을 여실히 보여주고 있다.
운동장 한켠에 보이는 초석, 기단석 등 석조물이 이곳이 역사적 현장이었음을 보여주고 있다.

## 같이 보기
- 고부초등학교
- 동학 농민 운동

## 참고 자료
- 고부관아터 - 국가유산청 국가유산포털